# Lurquin-Coudert

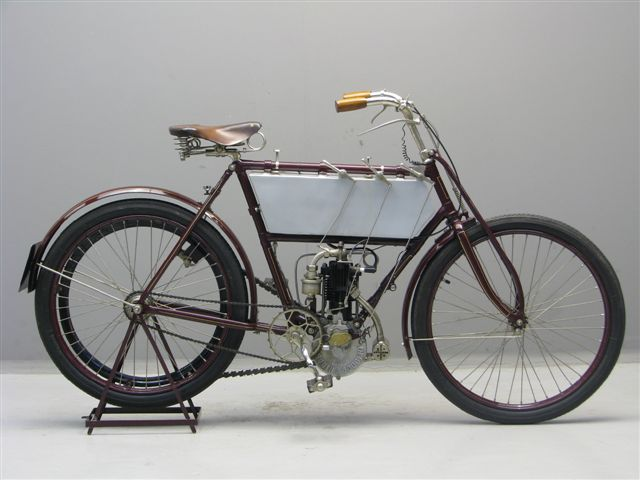
Motorrad von 1904

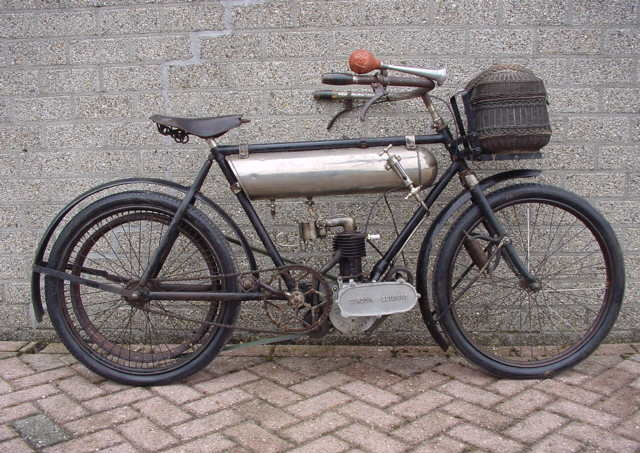
Motorrad von 1907

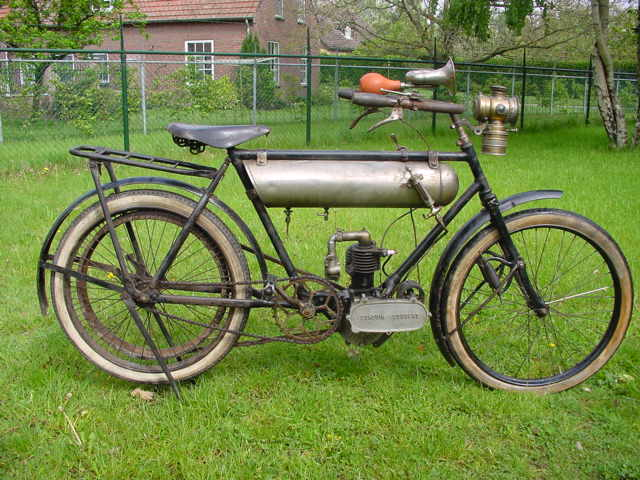
Motorrad von 1908

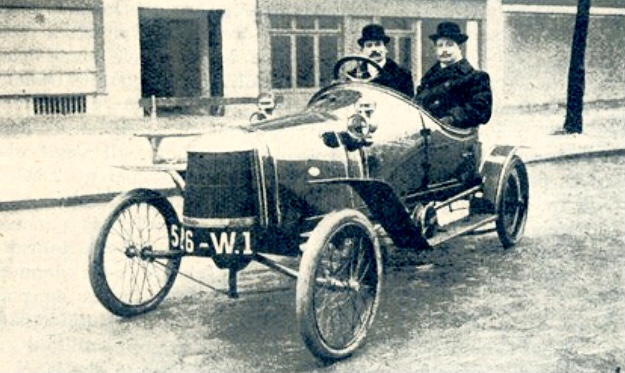
Lurquin-Coudert Cyclecar

Lurquin et Coudert war ein französischer Hersteller von Automobilen und Motorrädern.

## Unternehmensgeschichte
Das Unternehmen aus Paris begann 1904 mit der Produktion von Motorrädern und 1906 mit der Produktion von Automobilen. Der Markenname lautete Lurquin-Coudert. 1914 endete die Produktion. Der Markenname lautete zunächst Lurquin-Coudert, später nur noch Coudert. Es gab eine Verbindung zu Lacour et Cie.

## Automobile

### Markenname Lurquin-Coudert
Anfangs wurde ein Dreirad produziert, bei dem sich das einzelne Rad hinten befand. Für den Antrieb sorgte ein Einzylindermotor, der über Riemen das Hinterrad antrieb. Certain produzierte ein ähnliches Modell.

### Markenname Coudert
1911 folgte ein vierrädriges Cyclecar. Das Fahrzeug mit V2-Motor von Train leistete 9 PS und hatte zunächst Riemenantrieb. Ab 1912 wurde ein Friktions- bzw. Reibradgetriebe verwendet. Die Bereifung hatte eine Größe von 650 × 60. Der Verkaufspreis in Frankreich lag bei 2375 Franc.